# Старотураєво (Калтасинський район)
Старотура́єво (рос. Старотураево, башк. Иҫке Турай) — присілок у складі Калтасинського району Башкортостану, Росія. Входить до складу Новокільбахтінської сільської ради.
Населення — 202 особи (2010; 239 у 2002).
Національний склад:
- марійці — 93 %